# Sinfonía n.º 4 (Shostakóvich)

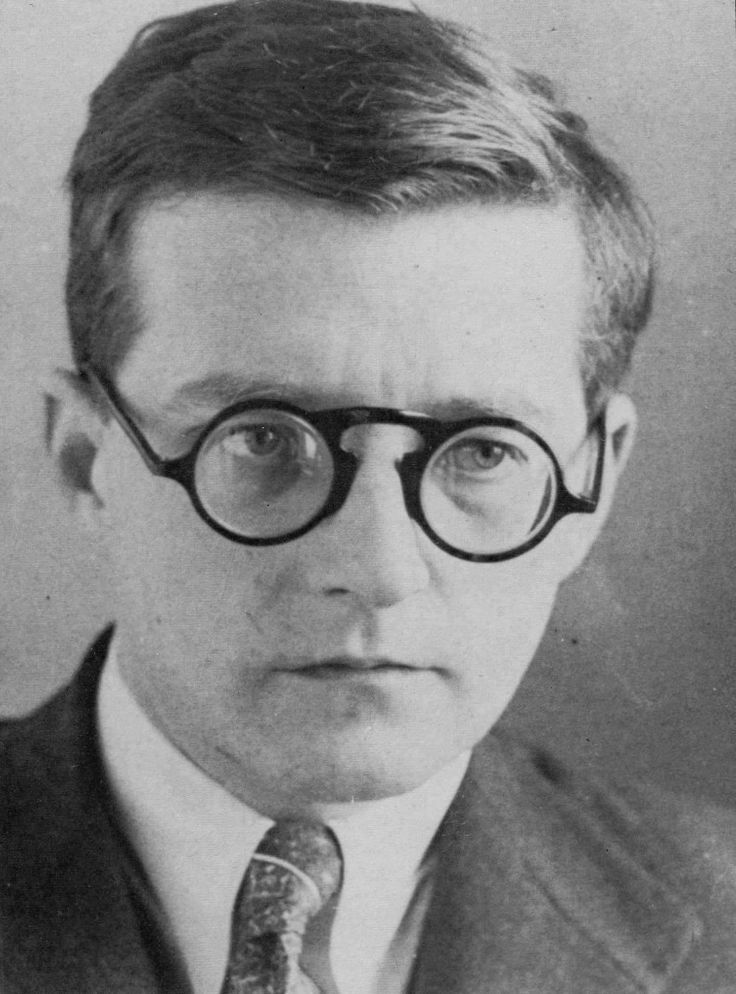
Shostakóvich antes de 1941.

La Sinfonía n.º 4 en do menor, Op. 43 fue compuesta por Dmitri Shostakóvich entre 1935 y 1936.

## Historia

### Composición

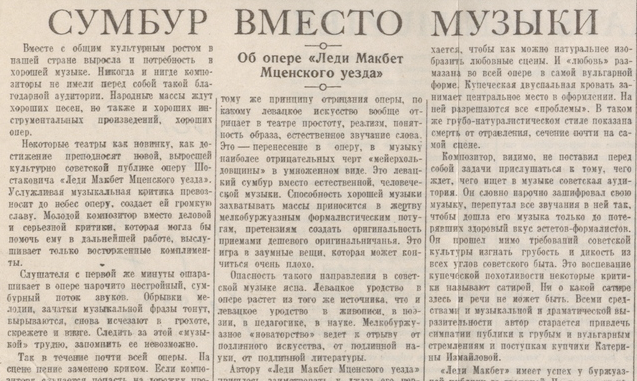
"Caos en vez de música", artículo original de Pravda contra Shostakóvich.

La composición de este opus se desarrolló entre septiembre de 1935 y mayo de 1936. En enero de 1936 dejó de lado su trabajo en esta obra para irse de gira con su Sonata para violonchelo. El 28 de enero de 1936 en el diario soviético Pravda apareció publicado un editorial anónimo titulado "Caos en vez de música" en el que se le condenaba a él así como a su ópera Lady Macbeth de Mtsensk y se le auguraba un mal final si no cambiaba literalmente de tono. Según el artículo, la obra de Shostakóvich carecía de calidad, era "vulgar, primitiva, cacofónica y llena de música nerviosa y espasmódica". Este artículo marcó un punto de inflexión en la carrera de Shostakóvich. 

### Estreno
El estreno originalmente estaba planeado para diciembre de 1936 bajo la dirección de Fritz Stiedry, Pero tras la aparición del mencionado artículo en Pravda a comienzos de ese año, el maestro ruso retiró la pieza cuando aún estaba en ensayos y decidió postergar el estreno temiendo la reacción del régimen. Shostakóvich tuvo la sensatez suficiente para retirar esta sinfonía, pero también tuvo las agallas suficientes para terminarla tal y como la empezó: como una fusión de su propio modernismo archi-irónico con el profundo emocionalismo y la vasta escala de la sinfonía romántica mahleriana. El manuscrito se perdió durante la Segunda Guerra Mundial, pero Shostakóvich reconstruyó la partitura a partir de las partichelas de los ensayos. 
Tras el Deshielo de Jrushchov, la pieza se estrenó con la interpretación Filarmónica de Moscú dirigida por Kiril Kondrashin el 30 de diciembre de 1961 en la URSS y en 1962 en Occidente.

## Instrumentación
La partitura está escrita para una orquesta formada por:
- Viento madera: 2 flautines, 4 flautas, 4 oboes (el cuarto dobla al corno inglés), 4 clarinetes, clarinete mi bemol, clarinete bajo, 3 fagotes y 1 contrafagot.
- Viento metal: 8 trompas, 4 trompetas, 3 trombones y 2 tubas.
- Percusión: 2 timbales, bombo, platillos, tam-tam, triángulo, castañuelas, caja china, xilófono, glockenspiel y celesta.
- Cuerda: 2 arpas y una sección de cuerdas con violines I y II, violas, violonchelos y contrabajos.

## Estructura y análisis
La sinfonía consta de tres movimientos: 
- I. Allegretto, poco moderato 4
4 – Presto 2
4, en do menor
- II. Moderato, con moto
- III. Largo – Allegro

La interpretación de esta obra dura aproximadamente algo más de 60 minutos. Los movimientos externos duran casi media hora, mientras que el intermezzo central no llega a los diez minutos. Se trata de la primera sinfonía a gran escala de Shostakóvich. Es una sinfonía expresionista con episodios de gran violencia que a la manera de Gustav Mahler se mueve entre el humor socarrón y la tragedia. Fue una de las últimas obras musicales vanguardistas compuestas en la Unión Soviética durante el estalinismo, debido a la imposición del realismo socialista. Esta obra abarca un caleidoscopio de emociones desenfrenado y a menudo perturbador, y utiliza un lenguaje musical similar al de Lady Macbeth, con colores orquestales audaces y un uso a menudo estridente de la disonancia. Siguiendo el dictado de Sollertinsky, Mahler es la influencia musical predominante, reflejada de forma más obvia en la escala épica de la obra, la enorme orquesta y la naturaleza frecuentemente sardónica de la narrativa musical. Sin embargo, Shostakóvich lleva la inclinación de Mahler por la transformación temática a extremos aún mayores. Un buen ejemplo se da en el movimiento de apertura, donde un solo de fagot aparentemente indolente, que constituye la tercera idea temática, reaparece con un aspecto mucho más amenazador en un pasaje posterior enunciado por los metales graves y puntuado por las cuerdas punzantes y el xilófono.

### I.Allegretto, poco moderato – Presto
El primer movimiento, Allegretto poco moderato – Presto, está escrito en la tonalidad de do menor y en compás de 4/4 que luego pasa a 2/4. Estructuralmente responde a una versión flexible y singularmente reorientada de la forma sonata clásica, con una buena cantidad de "espacio" dedicado a pasajes que desarrollan libremente las ideas principales y las enlazan entre sí. Se trata de un movimiento extenso y derrochador en temas, vigorizante en orquestación, insondable en forma e implacablemente violento en expresión. Con un tema de apertura claramente basado en el tema inicial de la Sinfonía n.º 6 de Mahler, la Sinfonía n.º 4 de Shostakóvich sigue su propio camino hacia la brutalidad salvaje y la ironía más salvaje. A través de erupciones volcánicas y perturbaciones tectónicas, el Allegretto empuja y golpea su camino hacia una conclusión demoledora. El compositor introduce enigmáticamente la llamada del cuco de la Sinfonía n.º 1 de Mahler, y una serie de acordes de metal cada vez más disonantes y pesadillescos sobre un redoble de timbales, que anuncia el retorno del material de apertura, recuerda fuertemente a un pasaje similar en el primer movimiento de la Sinfonía n.º 10 de Mahler.

### II.Moderato, con moto
El segundo movimiento, Moderato con moto, es relativamente breve. Se desliza y escabulle a través de un paisaje devastado, arrastrando temas del Scherzo de la Sinfonía n.º 2 "Resurrección" de Mahler sobre un ominoso traqueteo de la percusión. La idea principal del sombrío Scherzo está estrechamente relacionada con el tercer movimiento de la Sinfonía Resurrección de Mahler, y el pasaje inicial del Finale recuerda la canción final del ciclo Lieder eines fahrenden Gesellen.

### III.Largo – Allegro
El tercer y último movimiento, Largo – Allegro, es tan extenso como el inicial. El Finale es quizá el más inquietante de todos los movimientos por sus sorprendentes y esquizofrénicos cambios de humor. Está dividido en varias secciones contiguas: una grotesca marcha fúnebre inicial Largo à la Mahler. Le sigue un frenético Allegro scherzo rápido y duro con un ostinato de dos notas. A continuación, una desconcertante secuencia de danzas (un vals, una polca y un galop) nos transporta a la feria, donde la visión de pesadilla emula algunos de los gestos musicales del ballet Petrushka de Stravinski. Se trata de un vals vienés sarcásticamente sentimental, una peroración grandilocuente para toda la enorme orquesta, y una coda silenciosa y tintineante acechada por llamadas de trompeta y una celesta fantasmal. Tras un momento de inquietante calma, se produce una súbita explosión de sonido cuando los dos conjuntos de timbales atruenan notas repetidas, y una fanfarria de metales sugiere que podría haber una resolución para todos los elementos dispares que han aparecido hasta ahora. Pero a pesar de la reiteración de un acorde inequívoco de do mayor, el gesto suena vacío y poco convincente, especialmente cuando el material temático de la marcha fúnebre inicial regresa con mayor vehemencia. Finalmente, el enorme clímax orquestal implosiona y la obra termina con una larga y extraordinariamente desoladora coda en do menor cuya palpitante línea de bajo deriva de los compases finales de la Sinfonía Patética de Chaikovski.

## Discografía selecta
| Año          | Dirección                             | Orquesta                                                                         | Discográfica          | Formato |
| ------------ | ------------------------------------- | -------------------------------------------------------------------------------- | --------------------- | ------- |
| (ref.abajo)* | Kiril Kondrashin                      | Orquesta Filarmónica de Moscú                                                    | Melodiya; Aulos       | CD      |
| 1962         | Kiril Kondrashin                      | Orquesta Filarmónica de Moscú                                                    | Melodiya              | CD      |
| 1962(1)      | Guennadi Rozhdéstvenski               | Orquesta Philharmonia                                                            | BBC Legends           | CD      |
| 1963(4)      | Eugene Ormandy                        | Orquesta Philharmonia                                                            | Columbia; Sony        | LP; CD  |
| 1966         | Kiril Kondrashin                      | Orquesta Filarmónica de Moscú                                                    | Melodiya              | CD      |
| 1971         | Kiril Kondrashin                      | Orquesta Real del Concertgebouw                                                  | RCO Live              | CD      |
| 1977         | André Previn                          | Orquesta Sinfónica de Chicago                                                    | EMI Classics          | CD      |
| 1978         | Guennadi Rozhdéstvenski               | Orquesta Sinfónica de la BBC                                                     | Medici Arts; Euroarts | DVD     |
| 1979         | Bernard Haitink                       | Orquesta Filarmónica de Londres                                                  | Decca                 | CD      |
| 1988         | Ladislav Slovák                       | Orquesta Sinfónica de la Radio Eslovaca                                          | Naxos                 | CD      |
| 1989         | Vladímir Ashkenazi                    | Royal Philharmonic Orchestra                                                     | Decca                 | CD      |
| 1989         | Neeme Jarvi                           | Real Orquesta Nacional Escocesa                                                  | Chandos               | CD      |
| 1989         | Leonard Slatkin                       | Orquesta Sinfónica de San Luis                                                   | RCA Victor            | CD      |
| 1992(2)      | Mstislav Rostropóvich                 | Orquesta Sinfónica Nacional de Estados Unidos                                    | Teldec                | CD      |
| 1994         | Simon Rattle                          | Orquesta Sinfónica de la Ciudad de Birmingham                                    | EMI Classics          | CD      |
| 1994         | Myung-Whun Chung                      | Orquesta de Filadelfia                                                           | DG                    | CD      |
| 1998(3)      | Maksim Shostakóvich                   | Orquesta Sinfónica de Praga                                                      | Supraphon             | CD      |
| 1998(2)      | Mstislav Rostropóvich                 | Orquesta Sinfónica de Londres                                                    | Andante               | CD      |
| 2000         | Vasili Sinaiski                       | Orquesta Filarmónica de la BBC                                                   | BBC Music Magazine    | CD      |
| 2001         | Valeri Guérguiyev                     | Orquesta Kirov                                                                   | Philips Classics      | -       |
| 2001         | Rudolf Barshái                        | Orquesta Sinfónica de la WDR de Colonia                                          | Brilliant Classics    | CD      |
| 2004         | Mariss Jansons                        | Orquesta Sinfónica de la Radio de Baviera                                        | EMI Classics          | CD      |
| 2004         | Oleg Caetani                          | Orquesta Sinfónica de Milán Giuseppe Verdi                                       | Arts Music            | CD      |
| 2006         | Vladímir Ashkenazi                    | Orquesta Sinfónica de la NHK                                                     | Decca                 | CD      |
|              | Semión Bychkov                        | Orquesta Sinfónica de la WDR de Colonia                                          | Avie                  | CD      |
| 2006         | Andrey Boreyko                        | Orquesta Sinfónica de la Radio de Stuttgart                                      | Hänssler Classic      | CD      |
| 2008         | Bernard Haitink                       | Orquesta Sinfónica de Chicago                                                    | CSO Resound           | CD      |
| 2008         | Roman Kofman                          | Beethoven Orchester Bonn                                                         | MDG                   | CD      |
| 2009         | Mark Wigglesworth                     | Orquesta Filarmónica de la Radio de los Países Bajos                             | BIS                   | CD      |
| 2011         | Lu Shao-chia                          | Orquesta Sinfónica Nacional de Taiwan                                            | NSO Live              | CD      |
| 2011         | Daniel Raiskin                        | Philharmonisches Staatsorchester Mainz / Staatsorchester Rheinische Philharmonie | Avi-Music             | CD      |
| 2012         | Esa-Pekka Salonen                     | Orquesta Filarmónica de Los Ángeles                                              | DG                    | CD      |
| 2013         | Vasili Petrenko                       | Real Orquesta Filarmónica de Liverpool                                           | Naxos                 | CD      |
| 2014         | Valeri Guérguiyev                     | Orquesta del Teatro Mariinski                                                    | Mariinsky             | CD      |
| 2015         | Emil Tabakov                          | Orquesta Sinfónica de la Radio Nacional de Bulgaria                              | Gega                  | CD      |
| 2016         | Yannick Nézet-Séguin                  | Orquesta Filarmónica de Róterdam                                                 | DG                    | CD      |
| 2018         | Mijaíl Pletniov                       | Orquesta Nacional Rusa                                                           | Pentatone             | CD      |
| 2018         | Andris Nelsons                        | Orquesta Sinfónica de Boston                                                     | DG                    | CD      |
| 2019         | Maki Namekawa & Dennis Russell Davies | Versión para dos pianos                                                          | Supertrain            | CD      |
| 2019         | Gianandrea Noseda                     | Orquesta Sinfónica de Londres                                                    | LSO Live              | CD      |

*: primera grabación, realizada por los intérpretes del estreno.
(1): emisión del estreno occidental, Festival de Edimburgo de 1962.
(2): la primera y la segunda de las dos grabaciones realizadas por el amigo íntimo y colega del compositor.
(3): la única grabación realizada por el hijo del compositor.
(4): primera grabación occidental en estudio.